# Mediterranean Float Glass
Mediterranean Float Glass (MFG) est une entreprise algérienne spécialisée dans la production, la transformation et distribution du verre pour la construction, les applications solaires et certaines industries spécialisées (électroménager, applications high-tech). MFG est le leader de la production de verre en Afrique.

## Historique
Mediterranean Float Glass est créé en 2007 par l'industriel Issad Rebrab. Le 28 mai 2007, l'usine MFG de Larbaâ est inaugurée par le président de la République Abdelaziz Bouteflika.
Le 14 novembre 2016, une deuxième ligne de production est inaugurée, portant la capacité de production de MFG de 600 à 1 400 tonnes/jour.

## Appareil industriel
MFG produit plusieurs types de verres, notamment le clair, le plat, le feuilleté, à couche tendre, fabriqués dans l'usine de Larbaâ. La capacité de production est estimée à 1 400 tonnes/jour. Près de 30 % de la production sont destinés au marché algérien, les 70 % restants sont exportés essentiellement vers l’Europe.
MFG dispose d'une unité de commercialisation, dénommée MFG Europe, dotée de deux bases logistiques, l'une à Trinità en Italie et l'autre à Valence en Espagne.